# SS American Victory
Le SS American Victory est un cargo de type Victory ship qui a servi brièvement sur le théâtre Asie-Pacifique au cours des derniers mois de la Seconde Guerre mondiale, puis de la guerre de Corée de 1951 à 1954 et de la guerre du Vietnam de 1967 à 1969. Construit en juin 1945, il transportait des munitions et d'autres marchandises des ports de la côte ouest des États-Unis vers l'Asie du Sud-Est, puis transportait des marchandises, du matériel et des troupes vers les États-Unis après la fin de la guerre. Le navire a survécu à deux typhons et à un ouragan. Il a fait deux fois le tour du monde.
American Victory a passé la moitié de la période entre 1946 et 1966 affrété à des transporteurs commerciaux et l'autre moitié en deux séjours dans l'United States Navy reserve fleets. De 1966 à 1969, il a livré du fret en Asie du Sud-Est pendant la guerre du Vietnam, puis à nouveau pendant trois décennies en réserve.
En avril 1999, il a été remis à une organisation de préservation pour servir de navire-musée. Aujourd'hui, il est la principale attraction de l'American Victory Ship & Museum, également connu sous le nom de American Victory Mariners Memorial & Museum Ship à Tampa, en Floride, dans le Channel District (en). Il est inscrit au Registre national des lieux historiques depuis le 4 février 2002.